# Francisco Ruiz Castellano
Francisco Ruiz Castellano va ser un botxí espanyol de finals del segle xix de l'Audiència de Madrid nascut a Purchena.

## Biografia
Va aprendre l'ofici del seu pare, també botxí de Madrid. Fou fuster i sergent primer de cavalleria a l'Exèrcit Espanyol.
Després de l'execució dels regicides frustrats Joan Oliva i Francisco Otero González, va haver d'ocupar-se d'un altre cas molt mediàtic en la seva època: la condemna a mort de vuit militants anarquistes per assassinat i indirectament per la seva pertinença a una organització secreta inexistent: la Mano Negra. A un d'ells se li va commutar la pena per malaltia mental i per a la resta es va fixar la data d'execució al juny de 1884. Davant el risc de represàlies, es va optar per no recórrer als botxins andalusos i es va sol·licitar la presència dels botxins de Madrid, Burgos i Albacete. Es va designar executor principal Francisco Ruiz per la seva experiència assistint-lo els altres dos.
Ruiz tenia per costum besar als reus, i així ho va fer amb sis d'ells, menys Francisco Corbacho que va amenaçar al botxí:
| «                                     | Botxí, t'ho aviso una vegada: et juro que com em besis et trenco aquí mateix la cara | » |
| — Francisco Corbacho a Francisco Ruiz |                                                                                      |   |

Després de l'execució va retirar la caputxa que cobria el rostre dels reus, cosa que va ser molt criticada per part dels assistents. Els botxins van abandonar el lloc de l'execució amb el revòlver a la mà per por de la multitud.

## Personalitat
Professionalment va voler ser conegut com el perfeccionador del garrot, però en la seva vida personal va tenir problemes familiars, amb la llei i amb delinqüents. Va fer fora de casa la seva esposa.
El 1885 va ser condemnat a sis mesos i un dia d'arrest per un delicte de lesions i fins i tot el diputat Felipe Ducazcal Lasheras va sol·licitar al Ministre de Gracia i Justícia que s'imposés un correctiu a Francisco Ruiz per les seves malifetes. Mesos després se li va formar Consell de Guerra per desacatament i resistència a la Guàrdia Civil.
Ruiz anava armat de manera habitual: pocs dies després de l'execució dels set de la Mano Negra, es va defensar d'un atracament ferint a un dels seus atacants d'un tret. El 1888 Ruiz fou agredit a Madrid. Se'l va arribar a relacionar com a amic d'un dels sospitosos del crim del carrer Fuencarral José Vázquez-Varela al que deixava provar-se els corbatins que emprava en les execucions.

## Reus executats per Francisco Ruiz Castellano (incompleta)
- Joan Oliva Moncusí (Madrid, 4 de gener de 1879)
- Francisco Otero González (Madrid, 14 d'abril de 1880)
- Francisco Corbacho (Jerez, 18 de juny de 1884)
- Pedro Corbacho (Jerez, 18 de juny de 1884)
- Manuel Gago de los Santos (Jerez, 18 de juny de 1884)
- Bartolomé Gago de los Santos (Jerez, 18 de juny de 1884)
- Cristóbal Fernández (Jerez, 18 de juny de 1884)
- Gregorio Sánchez Novoa (Jerez, 18 de juny de 1884)
- Juan Ruiz (Jerez, 18 de juny de 1884)
- triple execució en la Model (Madrid, 12 d'abril de 1888)[5]